# Кашинале (Мантова)
Кашинале је насеље у Италији у округу Мантова, региону Ломбардија.
Према процени из 2011. у насељу је живело 50 становника. Насеље се налази на надморској висини од 118 м.